# SK Roudnice nad Labem
SK Roudnice nad Labem je fotbalový klub z města Roudnice nad Labem, který byl založen roku 1907. Jeho domovskou základnou je Stadion Pod Lipou. Trenérem SK Roudnice nad Labem je Zdeněk Hašek.

## Historické názvy
Zdroj:
- 1907 – SK Roudnice nad Labem
- 1948 – Sokol Roudnice nad Labem
- 19?? – ZSJ Benzina Roudnice nad Labem
- 1953 – TJ Slavoj SKP Roudnice nad Labem
- 19?? – TJ Slavoj OKP Roudnice nad Labem
- 19?? – TJ Spartak Roudnice nad Labem
- 1990 – SK Roudnice nad Labem

## Známí hráči
Zdroj:
- František Kloz
- Ladislav Čulík
- Jiří Tožička
- Zdeněk Ščasný
- Vlastimil Calta
- Bedřich Šonka
- Václav Zeman
- František Patlejch
- Zbyněk Houška
- Antonín Rosa
- Aleš Pikl
- Vladislav Mikiska
- Martin Arazim
- Pavel Veleba
- Jan Blažek

## Umístění z posledních sezón
| Sezóna  | Liga                        | Poz. | Záp. | V  | R  | P  | GV | GO | B  | Pohár   | Poznámka                                      |
| ------- | --------------------------- | ---- | ---- | -- | -- | -- | -- | -- | -- | ------- | --------------------------------------------- |
| 2004/05 | Divize B                    | 13   | 30   | 9  | 9  | 12 | 40 | 58 | 36 | Nehráno | sestup do Krajského přeboru                   |
| 2005/06 | Krajský přebor              | 2    | 30   | 17 | 8  | 5  | 60 | 27 | 59 | Nehráno |                                               |
| 2006/07 | Krajský přebor              | 8    | 28   | 11 | 4  | 13 | 54 | 47 | 37 | Nehráno |                                               |
| 2007/08 | Krajský přebor              | 3    | 30   | 19 | 6  | 5  | 66 | 24 | 63 | Nehráno |                                               |
| 2008/09 | Krajský přebor              | 7    | 30   | 14 | 6  | 10 | 48 | 42 | 48 | Nehráno |                                               |
| 2009/10 | Krajský přebor              | 1    | 30   | 21 | 2  | 7  | 84 | 38 | 65 | Nehráno | postup do Divize B                            |
| 2010/11 | Divize B                    | 2    | 30   | 21 | 2  | 7  | 84 | 38 | 65 | 1. kolo | postup do ČFL                                 |
| 2011/12 | ČFL                         | 7    | 34   | 15 | 5  | 14 | 68 | 63 | 50 | 2. kolo |                                               |
| 2012/13 | ČFL                         | 5    | 34   | 17 | 7  | 10 | 69 | 50 | 58 | 1. kolo |                                               |
| 2013/14 | ČFL                         | 13   | 34   | 12 | 10 | 12 | 58 | 52 | 46 | 3. kolo | sestup do I. B třída, sk. B (finanční důvody) |
| 2014/15 | I. B třída, sk. B (probíhá) | 14   | 0    | 0  | 0  | 0  | 0  | 0  | 0  | Nehráno |                                               |